# Marmosa lepida
Marmosa lepida är en pungdjursart som först beskrevs av Oldfield Thomas 1888. Marmosa lepida ingår i släktet dvärgpungråttor och familjen pungråttor. Inga underarter finns listade.
Pungdjuret förekommer i norra Sydamerika öster om Anderna. Arten vistas i låglandet (men inte närmast kusten) och i upp till 1 000 meter höga bergstrakter. Habitatet utgörs av regnskog. Djuret äter insekter och frukter.
Arten blir 88 till 120 mm lång (huvud och bål) och väger 18 till 42 g. Den är så en av de mindre medlemmarna i släktet. Svansen är 140 till 150 mm lång och bakfötterna är 16 till 19 mm stora. Djurets päls är på ovansidan rödaktig till rödbrun och på undersidan vit (ibland är håren grå vid roten). Avvikande kännetecken som skiljer Marmosa lepida från andra dvärgpungråttor finns främst i skallens konstruktion. Allmänt liknar den sina närmaste släktingar. Den har en lång och smal svans som kan användas som gripverktyg. Ögonen och de tunna öronen är ganska stora. Mörka ringar kring ögonen påminner om en ansiktsmask. Arten tillhör pungdjuren men honor saknar pung (marsupium). Ungarna kan lätt förväxlas med ungar av pungråttan Gracilinanus emiliae som lever i samma region.
Det är nästan inget känt om artens levnadssätt. På grund av liknande kroppsbyggnad antas att Marmosa lepida har samma beteende som de andra dvärgpungråttorna. Honor har sju spenar.
Fram till 2008 upphittades bara omkring 20 individer. De registrerades på olika ställen fördelad över ett stort område och därför antas att Marmosa lepida har ett större bestånd. IUCN kategoriserar arten globalt som livskraftig.